# Enriqueta González Rubín
Enriqueta González Rubín, nascida em Ribeseya a 17 de abril de 1832, foi uma escritora e jornalista asturiana. Foi uma das primeiras mulheres a cultivar a narrativa em língua asturiana. Em 2009 dedicou-se-lhe a XXX Semana das Letras Asturianas.

## Percurso
Colaborou quotidianamente com artigos, poemas e narrações em publicações como Ele Faro Asturiano. A determinado momento da sua carreira tornou-se numa pessoa popular, mas a sua popularidade caiu pelas suas inquietações políticas e sociais, especialmente pelas suas condições como mulher, pela sua educação e pelo seu papel na sociedade.
Publicou dois romances em asturiano, um pelo El Faro Asturiano em 1864, e o outro, Viagem dele tíu Pacho ele Sordu a Uviedo, foi publicado em 1875.
Desde 2003 o Principado das Astúrias realiza o Prémio Enriqueta González Rubín de Jornalismo.